# Aston Martin Virage
De Aston Martin Virage is een wagen van het Britse automerk Aston Martin. Sinds 2011 bestaan er van de wagen twee verschillende generaties.

## Eerste generatie (1989-2000)

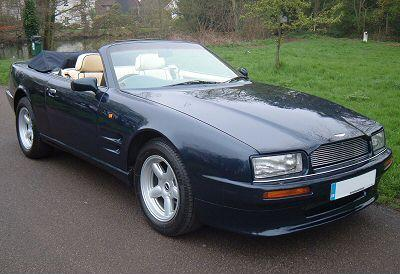
Virage Volante (eerste generatie)

De eerste Virage werd in 1988 voorgesteld aan het publiek op de British International Motor Show. De sportievere variant, genaamd Vantage, werd in 1993 voorgesteld en een naamsverandering van het standaardmodel naar V8 Coupé vond plaats in 1996.
Twee jaar na de voorstelling van het eerste model werd een cabriolet-versie aan het gamma toegevoegd onder de naam "Virage Volante". Deze werd eerst als tweezitswagen verkocht, maar amper een jaar later was deze al beschikbaar als 2+2.

## Tweede generatie (2011-2012)

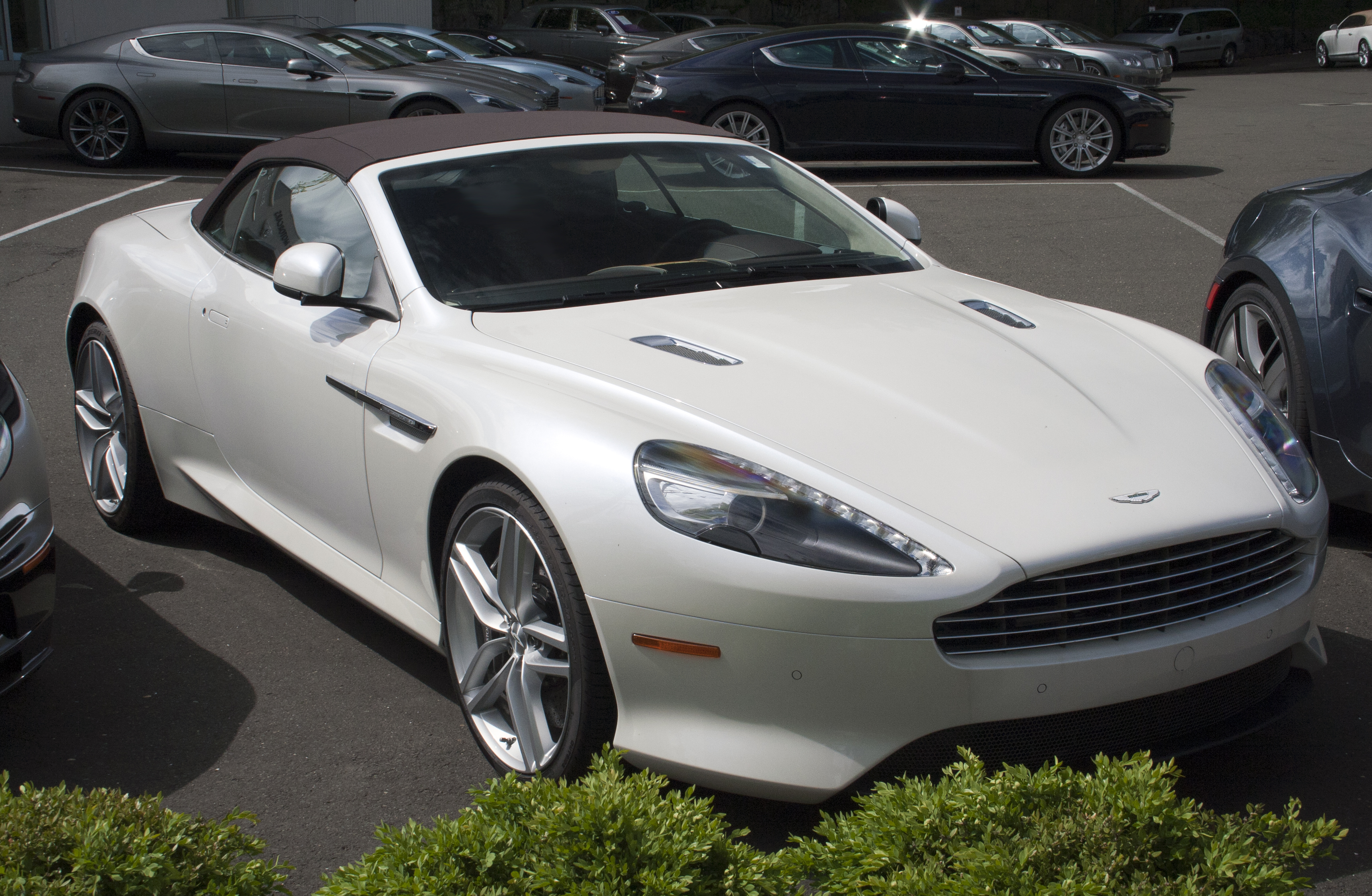
Tweede generatie van Virage (Volante)

De nieuwe Aston Martin Virage, de tweede generatie, werd in maart 2011 gelanceerd op de Autosalon van Genève. De Virage wordt geplaatst tussen de meer basic DB9 en het vlaggenschip DBS in de Aston Martin reeks en wordt een tweezitter of een 2+2. De met de hand geassembleerde 6.0 liter V12 heeft een vermogen van 490 pk en een koppel van 570 Nm. Hij sprint van 0 tot 100 km/h in minder dan 5 seconden. Net zoals zijn voorganger is de nieuwe Virage leverbaar in twee uitvoeringen: de coupé of de Volante (cabriolet). De Aston Martin Virage heeft een prijs vanaf € 280.000.